# Drosophila z-notata
Drosophila z-notata este o specie de muște din genul Drosophila, familia Drosophilidae, descrisă de William Alanson Bryan în anul 1934. Conform Catalogue of Life specia Drosophila z-notata nu are subspecii cunoscute.